# Svatý Siutbert
Svatý Siutbert (?-713), biskup, benediktin a misionář je světcem katolické církve.

## Život
Siutbert patří ke světcům řádu benediktinů. Jeho datum narození není známo. Víme, že byl jedním z žáků sv. Egberta a spolu s několika dalšími benediktiny se připravoval na misijní činnost.
Misijní činnost tato skupina vykonávala ve Frísku a zde jejich činnost nezůstala bez výsledků, neb mnoho tamních lidí přijalo křesťanskou víru. To bylo v letech 690–693. V roce 693 přijal Siutbert z rukou biskupa Wilfrita z Yorku biskupské svěcení. Jako biskup nespravoval však žádnou konkrétní diecézi, ale byl tzv. misijním biskupem, to znamená že měl určeno nadále působit v misijních oblastech.
Dalším misijním působištěm biskupa Siutberta bylo Vestfálsko. Nájezdy Sasů ale začaly celé jeho dílo u Frísů bortit a Siutbert byl proti tomu naprosto bezmocný. Podařilo se mu vyprosit si ostrov nedaleko Düsseldorfu. Na tomto ostrově posléze založil klášter (roku 710), jehož posláním bylo mimo jiné i pečovat o vzdělání kandidátů kněžství.
Siutbert zemřel v roce 713. Roku 810 jej papež Lev III. kanonizoval.